# Liste der Bodendenkmäler in Altenmarkt an der Alz
Auf dieser Seite sind die Bodendenkmäler in der oberbayerischen Gemeinde Altenmarkt an der Alz zusammengestellt. Diese Tabelle ist eine Teilliste der Liste der Bodendenkmäler in Bayern. Grundlage ist die Bayerische Denkmalliste, die auf Basis des Bayerischen Denkmalschutzgesetzes vom 1. Oktober 1973 erstmals erstellt wurde und seither durch das Bayerische Landesamt für Denkmalpflege geführt wird. Die folgenden Angaben ersetzen nicht die rechtsverbindliche Auskunft der Denkmalschutzbehörde.

## Bodendenkmäler der Gemeinde

### Bodendenkmäler in der Gemarkung Altenmarkt an der Alz
| Lage                      | Objekt | Akten-Nr.     | Bild           |
| ------------------------- | --- | ------------- | -------------- |
| (Standort)                | Burgstall des hohen Mittelalters („Blickenberg“). | D-1-7941-0152 |                |
| Hauptstraße 30 (Standort) | Untertägige mittelalterliche und frühneuzeitliche Befunde im Bereich der katholischen Filialkirche St. Ägidius in Altenmarkt an der Alz und ihrer Vorgängerbauten. | D-1-7941-0234 | weitere Bilder |
| (Standort)                | Verebneter Grabhügel mit Bestattungen des Endneolithikums (Schnurkeramik). | D-1-8040-0001 |                |
| (Standort)                | Untertägige mittelalterliche und frühneuzeitliche Befunde im Bereich des ehemaligen Augustinerchorherrenstifts Baumburg und seiner Vorgängerbauten mit der katholischen Pfarrkirche St. Margaretha sowie abgegangene Grafenburg ottonischer und salischer Zeitstellung („Baumburg“). | D-1-8041-0001 |                |

### Bodendenkmäler in der Gemarkung Rabenden
| Lage       | Objekt | Akten-Nr.     | Bild           |
| ---------- | --- | ------------- | -------------- |
| (Standort) | Untertägige spätmittelalterliche und frühneuzeitliche Befunde im Bereich der katholischen Filialkirche St. Jakobus der Ältere in Rabenden. Siehe auch: Römischer Weihestein (Rabenden) | D-1-7940-0045 | weitere Bilder |
| (Standort) | Untertägige mittelalterliche und frühneuzeitliche Befunde im Bereich der Katholischen Filial- und Wallfahrtskirche St. Wolfgang in Sankt Wolfgang und ihrer Vorgängerbauten.           | D-1-7940-0048 | weitere Bilder |
| (Standort) | Verebnete Grabhügel vorgeschichtlicher Zeitstellung. | D-1-7941-0217 |                |
| (Standort) | Untertägige mittelalterliche und frühneuzeitliche Befunde im Bereich der Katholischen Filialkirche St. Peter und Paul in Kirchberg und ihrer Vorgängerbauten.                          | D-1-7941-0239 |                |
| (Standort) | Hofwüstung des Mittelalters und der frühen Neuzeit (Reifenthal). | D-1-7941-0242 |                |